# 田中尚輝
田中 尚輝（たなか なおき、1995年9月26日 - ）は、日本の俳優である。

## 人物
兵庫県出身。ブルーシャトル所属。以下、特記なき限り、公式プロフィールを出典とする。
特技は硬式野球・殺陣・アクション・ジャズダンス・HIPHOP。

## 出演

### テレビドラマ
- 2010年 スカパー!216ch『ミラーワールドの魔法』
- 2015年 スカパー×時代劇専門チャンネル×BSフジ藤沢周平新ドラマシリーズ『冬の日』
- 2016年 EX『科捜研の女 season16』第4話 - ホスト 役
- 2016年 KTV『大阪環状線 ひと駅ごとの愛物語 -Part2-』鶴橋篇
- 2020年 『田園ボーイズ』

### その他のテレビ番組
- 2010年 ABC『ビーバップ!ハイヒール』
- 2019年 KBS京都『新選組夢想』秋編

### TVCM
- 2014年 NTTドコモ(LTEドコモ) 『それぞれの旅立ち篇』
- 2014年 大塚食品 MATCH
- 2015年 大阪ガス 『110周年篇』

### ラジオCM
- 2014年 『NTT』ラジオCM

### 映画
- 2010年 『プリンセス・トヨトミ』- 蜂須賀の仲間・上級生 役
- 2010年 男女逆転『大奥』- 御半下役
- 2012年 『寮フェス! 〜最後の七不思議〜』
- 2012年 『るろうに剣心』
- 2018年 『マンハント』
- 2020年 劇場版『田園ボーイズ』- ヤスオ役

### 舞台
- 演劇ユニットアクサル『三銃士』（2012年2月）- アンサンブル（大阪公演）
- ブルーシャトルプロデュース
  - ブルーシャトルプロデュース『ゼロ』（2012年12月20日 - 23日、あうるすぽっと / 2013年1月11日 - 14日、ABCホール）- 少年時代のコガモ 役[2]
  - ブルーシャトルプロデュース『ゼロ・ファイター』（2013年6月6日 - 10日、ABCホール）- イーグル A 役[3]
  - ブルーシャトルプロデュース『壬生狼』（2014年1月16日 - 19日、ABCホール）- 藤堂平助 役[4]
  - ブルーシャトルプロデュース『零式 ZERO SHIKI』（2014年8月16日 - 19日、ABCホール / 10月23日 - 26日、シアター代官山）- ヒガシ・トキオ 役[5]
  - ブルーシャトルプロデュース『幸村』〜真田戦記〜（2015年3月26日 - 29日、ABCホール / 5月20日 - 25日、シアター代官山）- 猿飛佐助 役[6]
  - 劇団ひまわり・ブルーシャトルプロデュース『雪の女王』 A Heartfelt Story ~あなたに伝えたい~（2015年9月21日 - 27日、あうるすぽっと / 10月29日 - 11月21日、ABCホール）- ゲルトの影 役[7]
  - ブルーシャトルプロデュース『真田幸村』（2016年3月24日 - 27日、あうるすぽっと / 4月2日 -41日、グランフロント大阪北館4階　ナレッジシアター）- 真田大助 役 / 猿飛佐助 役
  - ブルーシャトルプロデュース公演『龍の羅針盤』- 中岡慎太郎 役
    - 第一部・幕末死闘編（2016年11月24日 - 28日、ナレッジシアター / 12月10日 - 12日、伝承ホール）
    - 第二部・維新回天編（2017年2月2日 - 6日、ナレッジシアター / 2月16日 - 20日、CBGKシブゲキ!!）

  - ブルーシャトルプロデュース『新選組』（2017年12月15日 - 23日、あうるすぽっと / 2018年1月20日 - 29日、ナレッジシアター）- 土方歳三 役[8]
  - ブルーシャトルプロデュース『新選組』完結編・暁ノ章・宵ノ章・終ノ章（2019年2月2日 - 12日、あうるすぽっと / 2月16日 - 24日、ナレッジシアター）- 土方歳三 役
  - ブルーシャトルプロデュース『新選組』リメンバー（2020年1月15日 - 21日、シアター代官山 / 2月1日 - 3日、ナレッジシアター）- 土方歳三 役 ※大阪公演のみ出演
  - ブルーシャトルプロデュース 日本史Rock show Vol.1『承久の乱』（2020年9月3日 - 6日、あうるすぽっと / 9月10日 - 13日、ABCホール）- 北条義時 役
  - ブルーシャトルプロデュース 日本史ROCK SHOW BSP Vol.2『応仁の乱』（2021年6月10日 - 14日、ABCホール / 18日 - 27日、シアター代官山）- 細川勝元 役
  - ブルーシャトルプロデュース『織田信長』（2023年2月24日 - 27日、伝承ホール / 3月9日 - 12日、ナレッジシアター）- 豊臣秀吉 役
  - ブルーシャトルプロデュース『松陰狂詩曲』（2024年11月28日 - 12月4日、あうるすぽっと / 12月12日 - 17日、ナレッジシアター） - 桂小五郎 役[9]

- 舞台『プリンス・オブ・ストライド』シリーズ - 黛遊馬 役
  - 舞台『プリンス・オブ・ストライド THE LIVE STAGE』エピソード1（2016年12月9日 - 14日、シアター1010 / 12月23日 - 25日、森ノ宮ピロティホール）
  - 舞台『プリンス・オブ・ストライド THE LIVE STAGE』エピソード2（2017年4月22日 - 30日、シアター1010 / 5月5日 - 7日、森ノ宮ピロティホール）
  - 舞台『プリンス・オブ・ストライド THE LIVE STAGE』エピソード3（2017年6月17日 - 25日、シアター1010 / 6月30 - 7月2日、森ノ宮ピロティホール）
  - 舞台『プリンス・オブ・ストライド THE LIVE STAGE』エピソード4（2017年8月14日 - 20日、シアター1010 / 8月25日 - 27日、豊中市立文化芸術センター）

- ハイパープロジェクション演劇『ハイキュー!!』- 菅原孝支 役[10]
  - ハイパープロジェクション演劇『ハイキュー!!』"はじまりの巨人"（2018年4月28日 - 5月6日、日本青年館ホール / 5月12日 - 13日、あましんアルカイックホール / 5月18日 - 20日、福岡国際会議場 / 5月25日 - 27日、多賀城市民会館 大ホール / 6月1日 - 3日、オリックス劇場 / 6月8日 - 17日、TOKYO DOME CITY HALL）[11][12]
  - ハイパープロジェクション演劇『ハイキュー!!』“最強の場所（チーム）”（2018年10月20日 - 28日、TOKYO DOME CITY HALL / 11月9日 - 10日、はつかいち文化ホール さくらぴあ 大ホール / 11月15日 - 18日、あましんアルカイックホール / 11月23日 - 25日、梅田芸術劇場 メインホール / 11月30日 - 12月2日、多賀城市民会館 大ホール / 12月7日 - 16日、日本青年館ホール）[13][14]
- 舞台『炎の蜃気楼 昭和編』散華行ブルース（2018年8月11日 - 19日、全労済ホール／スペース・ゼロ）- 高屋敷鉄二 役

- 舞台『僕のヒーローアカデミア』The "Ultra" Stage - 切島鋭児郎 役
  - 舞台『僕のヒーローアカデミア』The “Ultra” Stage（2019年4月12日 - 21日、天王洲 銀河劇場 / 4月26日 - 29日、サンケイホールブリーゼ / 6月7日 - 9日、上海虹橋芸術センター）
  - 舞台『僕のヒーローアカデミア』The “Ultra” Stage 本物の英雄（2020年3月6日 - 22日、品川プリンスホテル ステラボール / 3月27日 - 4月5日、梅田芸術劇場 シアター・ドラマシティ） ※全公演中止
  - 舞台『僕のヒーローアカデミア』The “Ultra” Live（2020年7月17日 - 26日、 TOKYO DOME CITY HALL） ※全公演中止
  - 舞台『僕のヒーローアカデミア』The “Ultra” Stage 本物の英雄 PLUS ULTRA ver.（2021年12月3日 - 12日、TOKYO DOME CITY HALL / 12月24日 - 26日、京都劇場）
  - 舞台『僕のヒーローアカデミア』The “Ultra” Stage 平和の象徴（2022年4月9日 - 10日、KAAT神奈川芸術劇場 / 4月22日 - 24日、メルパルクホール大阪 / 4月29日 - 5月8日、あましんアルカイックホール）
  - 舞台『僕のヒーローアカデミア』The “Ultra” Stage 最高のヒーロー（2023年4月29日 - 5月7日、天王洲 銀河劇場 / 5月12日 - 14日、AiiA 2.5 Theater Kobe / 5月19日 - 21日、日本青年館ホール）[15]
- 舞台『Starry☆Sky on STAGE』- 七海哉太 役
  - 舞台『Starry☆Sky on STAGE』（2019年7月10日 - 15日、品川プリンスホテルクラブeX）
  - 舞台『Starry☆Sky on STAGE  SEASON 2 ～星雪譚　ホシノユキタン～』（2020年1月15日 - 26日、紀伊國屋サザンシアター TAKASHIMAYA）
- 100点un・チョイス! 5周年記念公演第2弾 舞台『誰かが彼女を知っている』（2019年8月15日 - 19日、赤坂レッドシアター）
- 舞台『大正浪漫探偵譚 -万華鏡への招待状-』（2019年9月11日 - 16日、あうるすぽっと）- 木下徹 役
- 舞台劇『からくりサーカス デウス・エクス・マキナ編』（2019年10月10日 - 19日、新宿FACE）- ブリゲッラ・カヴィッキオ・ダ・ヴァル・ブレンバーナ 役
- 舞台『テイルズ オブ ザ ステージ -光と影の正義-』（2019年12月5日 - 15日、天王洲銀河劇場）- ラピード 役
- 舞台『Three Rage 2』（2020年5月3日 - 17日、⾚坂RED/THEATER） ※全公演中止
- リモートシアター『ムカウミライ』（2020年8月17日 - 23日、ファンキャス）※18日・23日のみ出演
- 劇団TEAM-ODAC
  - 劇団TEAM-ODAC 第35回本公演『岸和田少年愚連隊～あの頃のハートは今もある～ (2020年 秋の陣)』 （2020年11月14日 - 23日、こくみん共済 coop ホール／スペース・ゼロ）
  - 劇団TEAM-ODAC 第40回本公演『舞台・破天荒フェニックス』（2022年11月7日 - 11日、俳優座劇場）- 心の友 役
- ［Otona Project 第三十二弾］演劇ユニット【爆走おとな小学生】第十四回全校集会『初等教育ロイヤル』【赤組】（2020年12月10日 - 12日、京都劇場 / 12月16日 - 17日、シアター1010）
- 舞台『双牙～ソウガ』新炎（2021年3月5日 - 14日、シアター1010）- コウエイ 役
- Monkey Works 
  - Monkey Works Vol.06『明日は捲る』（2021年4月14日 - 18日、シアターサンモール）- 主演
  - Monkey Works Vol.09『憧れのサンパチマイク』（2022年11月2日 - 6日、シアターサンモール）
- 舞台『盾の勇者の成り上がり』（2021年7月15日 - 25日、シアターサンモール）- 副騎士団長サーブル  役
- ［Soft Boiled Theater-3］クリエイティブユニット【ソフトボイルド】Theater-3『ゴールデン街の片隅で』（2021年8月18日 - 22日、シアターサンモール）
- KOZUE総合•演出プロデュース 舞台『KOZUE座SHOW』（2021年8月28日 - 29日、池袋BASE THEATER）
- リーディングドラマ『幽霊ハウス』～あなたは死んでも彼女を守れますか？～（2021年9月11日 - 12日、ヒューリックホール東京）- 小松直樹 役
- 舞台『ATTENDANT “X”』（2021年10月22日 - 24日、銀座博品館劇場）
- 朗読劇『誰も聞かないラジオの流れるカフェでのお話』（2022年1月19日 - 23日、高島平バルスタジオ）

- 舞台『MARGINAL#4』 BIG BANG STAGE（2022年2月23日 - 27日、ヒューリックホール東京）- 滝丸アルト 役[16]
- 舞台『晴れときどき、わかば荘 あらあら』（2022年6月10日 - 20日、草月ホール）- 幕之内大輔 役
- 舞台『青少年アシベ』（2022年7月13日 - 17日、大手町三井ホール）- 坂田新一 役
- 舞台『WORLD〜Run for the Sun～』（2022年9月3日 - 11日、こくみん共済 coop ホール／スペース・ゼロ）- 氷川守央 役

- 2.5次元ダンスライブ - 桜庭涼太 役
  - 2.5次元ダンスライブ「ALIVESTAGE Episode 7『斬心 -霖雨蒼生-』」（2023年1月20日 - 29日、ヒューリックホール東京）[17]
  - 2.5次元ダンスライブ「ALIVESTAGE Episode 8『太極伝奇の、舞台裏』」（2023年7月29日 - 8月7日、なかのZERO 大ホール）※お当番[18]
  - 2.5次元ダンスライブ「ALIVESTAGE Episode 9『オトアツメ feat.ORIGIN』」（2024年5月10日 - 19日、ヒューリックホール東京）[19]
- 劇場版！たぐコミュ人狼
  - 劇場版！たぐコミュ人狼vol.6（2023年4月8日、ラゾーナ川崎プラザソル）
  - 劇場版！たぐコミュ人狼vol.7（2023年6月24日、ラゾーナ川崎プラザソル）
  - 劇場版！たぐコミュ人狼vol.9（2023年10月14日、全電通ホール）
- 創立70周年 ミュージカル『風の人たち』（2023年8月16日 - 20日、あうるすぽっと）
- 舞台『新宿羅生門』（2023年9月22日 - 10月1日、こくみん共済coopホール／スペース・ゼロ）- 岡田零 役[20]
  - 舞台『新宿羅生門』薩長エージェンシー編（2025年1月18日 - 26日、こくみん共済 coop ホール／スペース・ゼロ）[21][22]
- 舞台『鬼神の影法師』 - 京極柊弥 役
  - 舞台『鬼神の影法師』‐黎明篇‐（2023年11月29日 - 12月6日、あうるすぽっと）[23]
  - 舞台『鬼神の影法師』-千年双月篇-（2025年1月14日、あうるすぽっと）[24]
  - 舞台『鬼神の影法師』-陰陽寮篇-（2025年10月16日 - 26日〈予定〉、新宿LIVE）[25]
- AskプロデュースVol. 31『僕じゃだめですか・・・・』（2023年12月20日 - 24日、シアターグリーン BASE THEATER）
- Casual Meets Shakespeare『OTHELLO SC』（2024年1月18日 - 28日、シアターサンモール）- キャシオー 役[26]
- クオッカーズ旗揚げ公演『バンブー・サマー2024』（2024年3月20日 - 31日、劇場MOMO）[27]
- 舞台『Change the World』（2024年6月8日 - 16日、サンシャイン劇場）[28]
- T-gene stage『図ったん×ひょったん the STAGE』（2024年6月26日 - 30日、すみだパークシアター倉）
- 舞台『HOUSE〜7人の地縛霊〜』（2024年8月23日 - 9月1日、シアターサンモール） - 小松直樹 役[29][30]
- Casual Meets Shakespeare『MACBETH SC』（2024年9月26日 - 10月6日、新宿村LIVE）[31]
- 『里のバッキャロー!!』〜ある男の千葉の鴨川で生き切った物語〜（2024年10月30日 - 11月5日、シアターグリーン BOX in BOX THEATER）[32]
- 役替わり朗読劇『5years after』ver.14（2025年5月16日 - 18日、赤坂RED/THEATER）[33]
- 舞台『HOUSEII〜7人の地縛霊〜』（2025年8月15日 - 23日〈予定〉、あうるすぽっと）[34]
- 1995117546（2025年12月13日・14日〈予定〉、兵庫県立芸術文化センター 阪急中ホール / 12月17日 - 27日〈予定〉、東京芸術劇場 シアターウエスト）[35][36]

### Music Video
- 2016年 ET-KING『Just chillin』

### イベント
- BSPファン大感謝祭『RUSH INTO SUMMER!』（2015年7月）
- BSPファン大感謝祭『HOLLY JOLLY CHRISTMAS! 2015』（2015年12月）
- BSPファンイベント『RUSH INTO SUMMER! 2016』（2016年7月）
- 『RUSH INTO SUMMER! 2017』（2017年7月）
- 『BSP秋のトーク祭り!〜4人のプレゼンター、4つのトークイベント+1』（2017年9月）
- 田中尚輝 VALENTINE EVENT『田中の秘密会議〜たなかい〜』（2018年2月）
- BUCKS THE RELEASE PARTY - ゲスト出演（2018年7月）
- 零式艦上戦闘機 -アフタートークゲスト（2018年7月）
- 『RUSH INTO SUMMER! 2018』（2018年7月）
- 『K’s Party 1st』~Merry Christmas!~（2022年12月17日、歌舞伎町 Sparkle）※ゲスト
- 吉田知央企画イベント『ちひ屋vol.1』（2023年7月2日、MUSEモード音楽学院本館滝野川会館大ホール）※ゲスト
- シアター代官山プロデュース『俳優図鑑』featuring 田中尚輝・植田慎一郎 (バースデー!)（2023年10月7日・8日、シアター代官山）
- ツキプロチャンネル48時間マジカルTV（2023年11月3日・4日、YouTube・ニコニコ生放送）※4日のみ出演[37]
- 2.5次元ダンスライブ「ALIVESTAGE Episode 7『斬心 -霖雨蒼生-』」発売記念イベント（2023年11月26日、animate hall BLACK）
- 舞台『僕じゃだめですか』公演直前記念イベント（2023年12月17日、新宿グレースバリ）
- 吉田知央25th BIRTHDAY EVENT（2024年2月11日、MUSEモード音楽学院本館）※ゲスト
- 2024年田中尚輝カレンダーお渡し会（2024年3月9日、シアター代官山）
- 2.5次元ダンスライブ「ALIVESTAGE Episode 8『太極伝奇の、舞台裏』」発売記念イベント（2024年3月20日、animate hall BLACK）
- TSUKAMOTO RYO 27th birthday event ~フリーになってバタバタしてたら バーイベ2ヶ月遅れたってよ~（2024年4月6日、中野坂上ハーモニーホール）※ゲスト
- 『K’s Party 6th』~ヒトツキ遅れのWHITE day!!~（2024年4月13日、歌舞伎町 Sparkle）※ゲスト
- 塚本コント「～人間関係～」 (2025年10月5日 - 6日、/DDD青山クロスシアター）[38][39]

## CD

### 『イブステ』シリーズ関連
| 発売日  | 商品名                                                                      | キャスト | 歌                      |
| 2023年  | 2023年                                                                      | 2023年 | 2023年                  |
| ------- | --------------------------------------------------------------------------- | --- | ----------------------- |
| 2月17日 | 2.5次元ダンスライブ「ALIVESTAGE Episode 7『斬心 -霖雨蒼生-』」主題歌        | SOARA: 大原空 役：堀田竜成、在原守人 役：影山達也、神楽坂宗司 役：吉田知央、宗像廉 役：植田慎一郎、七瀬望 役：渡邉響 Growth: 衛藤昂輝 役：塩澤英真、八重樫剣介 役：石川翔、桜庭涼太 役：田中尚輝、藤村衛 役：岩佐祐樹 | 『斬心-無形ノ八重-』    |
| 9月29日 | 2.5次元ダンスライブ「ALIVESTAGE Episode 8『太極伝奇の、舞台裏』」主題歌     | SOARA: 大原空 役：堀田竜成、在原守人 役：影山達也、神楽坂宗司 役：吉田知央、宗像廉 役：植田慎一郎、七瀬望 役：渡邉響 Growth: 衛藤昂輝 役：塩澤英真、八重樫剣介 役：石川翔、桜庭涼太 役：田中尚輝、藤村衛 役：岩佐祐樹 | 『太極伝奇～約束～』    |
| 2024年  |                                                                             | |                         |
| 7月26日 | 2.5次元ダンスライブ「ALIVESTAGE Episode 9『オトアツメ feat.ORIGIN』」主題歌 | SOARA: 大原空 役：堀田竜成、在原守人 役：影山達也、神楽坂宗司 役：吉田知央、宗像廉 役：植田慎一郎、七瀬望 役：渡邉響 Growth: 衛藤昂輝 役：塩澤英真、八重樫剣介 役：石川翔、桜庭涼太 役：田中尚輝、藤村衛 役：岩佐祐樹 | 『ORIGIN -芽生えの詩-』 |